# Elachanthus
Elachanthus,  es una especie perteneciente a la familia Asteraceae. Comprende 3 especies descritas y solo 2 aceptadas. Es originario de Australia.

## Taxonomía
El género fue descrito por Ferdinand von Mueller y publicado en Linnaea 25: 410. 1853. La especie tipo es Elachanthus pusillus F.Muell.

## Especies
A continuación se brinda un listado de las especies del género Elachanthus aceptadas hasta junio de 2011, ordenadas alfabéticamente. Para cada una se indica el nombre binomial seguido del autor, abreviado según las convenciones y usos.
- Elachanthus glaber Paul G.Wilson
- Elachanthus pusillus F.Muell.